# ラーノージー・ラーオ・シンディア
ラーノージー・ラーオ・シンディア（Ranoji Rao Scindia, 生年不詳 - 1745年7月19日）は、インドのマラーター同盟、シンディア家の当主（在位：1731年 - 1745年）。

## 生涯
ラーノージー・ラーオはもともと、マラーター王国の首都サーターラー付近のパティールであったが、その家系自体はバフマニー朝以来続く名家であった。
1723年、マラーター王国の宰相バージー・ラーオがマールワー地方に遠征した際、その武将として随行し、指揮官として務めた。
1731年にはウッジャインに拠点に独自の勢力を保持するに至り、宰相から貢納を贈るかわりに、サルダールとしてその領土の世襲を認められた。
1745年7月19日、ラーノージー・ラーオは死亡し、息子のジャヤッパージー・ラーオ・シンディアが当主位を継承した。

## 家族
ラーノージー・ラーオは2人の妻との間に、ジャヤッパージー・ラーオ・シンディア、 ダッタージー・ラーオ・シンディア、 ジョーティバー・ラーオ・シンディア、トゥコージー・ラーオ・シンディア 、マハーダージー・シンディアといった5人の息子に恵まれた。
しかし、1761年までにマハーダージー以外は皆死亡しており、1827年にマハーダージーの養子でラーノージー・ラーオの曾孫にあたるダウラト・ラーオ・シンディアが死亡した時点で、その血脈は途絶えるところとなり、当主位は傍系へと移った。